# Ernesto Preziosi
Ernesto Preziosi (Pesaro, 1º ottobre 1955) è uno storico e politico italiano.

## Biografia
È stato direttore delle pubbliche relazioni dell'Istituto Giuseppe Toniolo e vicepresidente nazionale del settore adulti dell'Azione Cattolica. Presidente del Centro studi storici e sociali (Censes), è docente a contratto di Storia contemporanea presso l'Università degli Studi di Urbino "Carlo Bo". 
Alle elezioni politiche del 2013 viene eletto deputato della XVII legislatura della Repubblica Italiana nella circoscrizione IV Lombardia per il Partito Democratico. Rimane in carica a Montecitorio fino al 2018.